# 小飼一至
小飼 一至（こがい かずよし、1946年3月3日 - 2012年3月27日）は、日本のソムリエ。日本ソムリエ協会・国際ソムリエ協会の各元会長。本名：小飼 三雄。

## 来歴
長野県茅野市出身。寒天製造業の家庭に生まれる。長野県諏訪清陵高等学校を卒業。
1969年に銀座のマキシム・ド・パリに入る。1973年にはフランス・パリ「マキシム」に勤めた。1981年に、第1回全国ソムリエ最高技術賞コンクールで優勝。1982年プリンスホテルに入社。1988年には、パリ国際ソムリエコンクールで3位に入賞した（日本人では初）。
国際ソムリエ協会では技術委員（1993年 - 2007年）、教育委員（2000年 - 2004年）などの役職を歴任した。1995年には世界最優秀ソムリエコンクール審査委員長も務める。
2005年に日本ソムリエ協会、2007年に国際ソムリエ協会のそれぞれ会長に就任している。後者については非ヨーロッパ出身者としては初めてであった。
この間、2006年にはイタリア名誉ソムリエともなる。
2008年時点ではプリンスホテルのシェフソムリエとプリンスフーズ取締役を務めていた。
2010年には日本ソムリエ協会名誉会長となる。2012年に死去。

## 受賞（章）歴
- 1992年 - フランス農事功労勲章シュヴァリエ[1]
- 1997年 - 国際アカデミー賞[2]
- 2005年 - 東京都優秀技能者章「マイスター」[2]
- 2006年 - スペインアンダルシア黄金勲章[2]
- 2007年 - 現代の名工[2]
- 2008年 - フランス農事功労勲章オフィシエ[2]
- 2009年 - 黄綬褒章

## 著書
- 『生涯ソムリエ』エフビー、2008年